# Amiot séries 340, 350 et 370
 (avril 2017).
 (avril 2019).
Les avions Amiot numérotés dans les série 340, 350 et 370 sont des bimoteurs français développés juste avant la Seconde Guerre mondiale. Cette famille comprend l'Amiot 340, conçu comme avion postal, l'Amiot 370, avion de course et de record, et les bombardiers légers numérotés Amiot 350 à 356, qui se différencient notamment par le type de moteur utilisé. Les Amiot 351 et 354 , bombardiers très performants, sont produits en série juste avant la guerre, mais seuls quelques dizaines d'exemplaires sont disponibles au déclenchement du conflit. 

## Historique

### Un avion postal à l'origine
La SECM présenta au Salon de l’Aviation de Paris de 1936 un projet de bimoteur postal désigné Amiot 341. Cet appareil à l’aérodynamique très poussée avait été développé par les ingénieurs Lambert et Girodin sous la direction de Jean Calvy et tranchait nettement avec les productions antérieures de la firme. En cours de fabrication il fut décidé de modifier le prototype en avion de raid pour participer à la course aérienne entre New York et Paris devant se dérouler en 1937. La course fut finalement annulée pour des raisons de sécurité, mais le prototype achevé avec la désignation Amiot 370.

### Conversion en avion de records

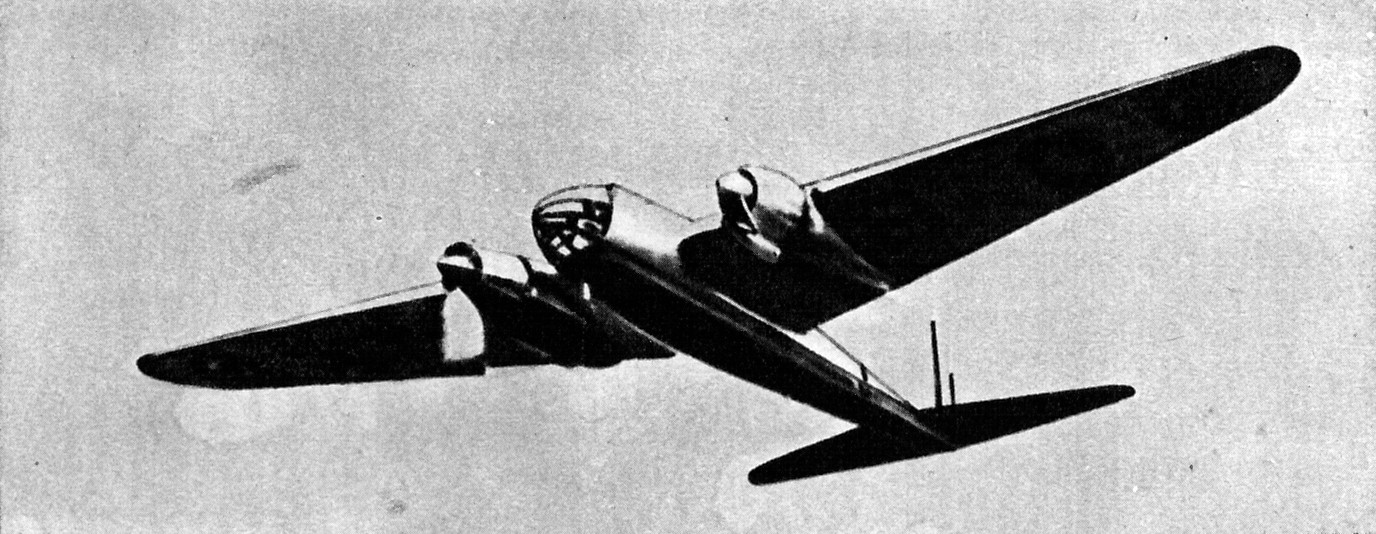
Amiot 340

Biplace de raid équipé de moteurs en ligne Hispano-Suiza 12Yjrs/Ykrs de 860 ch, l'Amiot 370 effectua son premier vol à Istres le 25 juillet 1937. Il s’agissait d’un monoplan entièrement métallique dont l’aile cantilever, fortement hypersustentée, était implantée en position semi-haute sur un fuselage de structure monocoque très fin. L’équipage était installé dans la pointe avant du fuselage, largement vitrée et ne présentant aucun décrochement. L’appareil reposait sur un train classique, les roues principales se relevant dans les fuseaux-moteurs. Immatriculé [F-AREU], l’Amiot 370 fut utilisé pour une série de records de vitesse. Piloté par Maurice Rossi, associé au navigateur André Vigroux, il porta à 437 km/h le record international de vitesse sur 2 000 km en circuit fermé (sans charge et avec charge de 500, 1 000 et 2 000 kg) le 8 février 1938. Le 8 juin 1938, avec le même équipage, il porta les records sans charge et avec charge de 500 et 1 000 kg sur 5 000 km en circuit fermé à 401 km/h. Enfin, associé cette fois au radio-navigateur Emont, Rossi porta le record du monde de distance à 10 000 km en 33 h (vitesse moyenne 311 km/h) les 15 et 16 août 1939. Cet appareil fut utilisé durant l’Occupation pour des liaisons postales vers Madagascar sous les couleurs d’Air France.

### Naissance d'un bombardier
En 1933, le Service technique de l'aéronautique (STAé) avait lancé le programme des « Bombardiers de Représailles Triplace » (BR3), visant à fournir à l’Armée de l’Air un bombardier rapide de grande autonomie. Développé parallèlement à l’Amiot 370 mais équipé de moteurs 14 cylindres en étoile Gnome et Rhône 14P de 960 ch, le prototype Amiot 340 effectua son premier vol le 6 décembre 1937 à Istres. Outre les moteurs, l’Amiot 340 se distinguait par l’apparition d’un cockpit pour le pilote, décalé sur le côté gauche du fuselage. Les premiers essais révélèrent d’excellentes qualités, mais les moteurs 14P semblant peu fiables, ils furent rapidement remplacés par des Gnome et Rhône 14N-01/02 (tournant en sens inverse l'un de l'autre) de 920 ch. Après remotorisation l’Amiot 340 no 01 gagna le Centre d'essais du matériel aérien (CEMA) de Villacoublay pour y subir ses essais officiels le 21 mars 1938. Les premiers essais officiels furent satisfaisants puisqu’en mai 1938 le Ministère de l’Air passa commande de 120 appareils et que le prototype fut utilisé pour une mission de propagande particulière.
Responsable du bureau technique (T-Amt) du ministère de l’Air allemand, Ernst Udet invita le général Joseph Vuillemin, chef d’état-major de l’Armée de l’Air, à lui rendre visite en Allemagne. Le général Vuillemin prit la décision de se rendre en Allemagne à bord du prototype Amiot 340 afin de tenter de faire croire à ses hôtes que le bimoteur était déjà en service en France. Frappé de la « cocotte rouge », insigne de la BR.11  et emblème personnel de Vuillemin, le bimoteur quitta Le Bourget le 16 août 1938 pour Berlin. Pierre Wertheimer racontera par la suite que durant cette visite, le général Milch, homologue de Vuillemin et adjoint de Hermann Göring, exprima le souhait d’effectuer un vol à bord de l’Amiot 340. À l’atterrissage son commentaire fut : « Cet avion est le meilleur du monde, mais, malheureusement pour vous, vous n'en avez qu'un. »
La délégation française regagna la France le 21 août et les essais en vol reprirent. Entre-temps le programme BR3 avait été abandonné au profit d’un appareil quadriplace, ce qui nécessitait certaines modifications. En novembre 1938 l’Amiot 340 fut donc renvoyé en usine pour modifications. Il devait en ressortir en janvier 1939, rebaptisé Amiot 351.

## Les versions

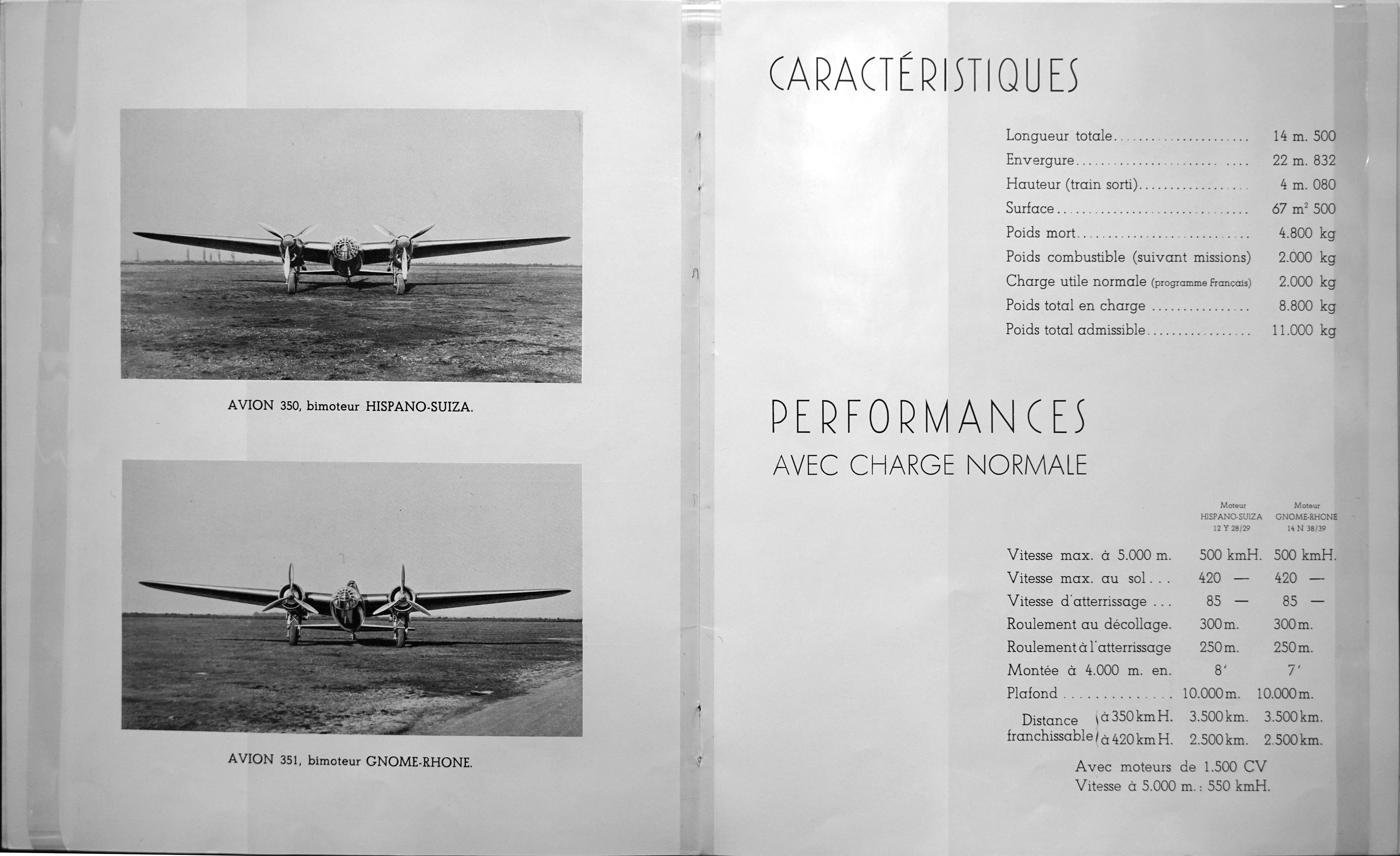
Comparaison sur catalogue des deux motorisations.

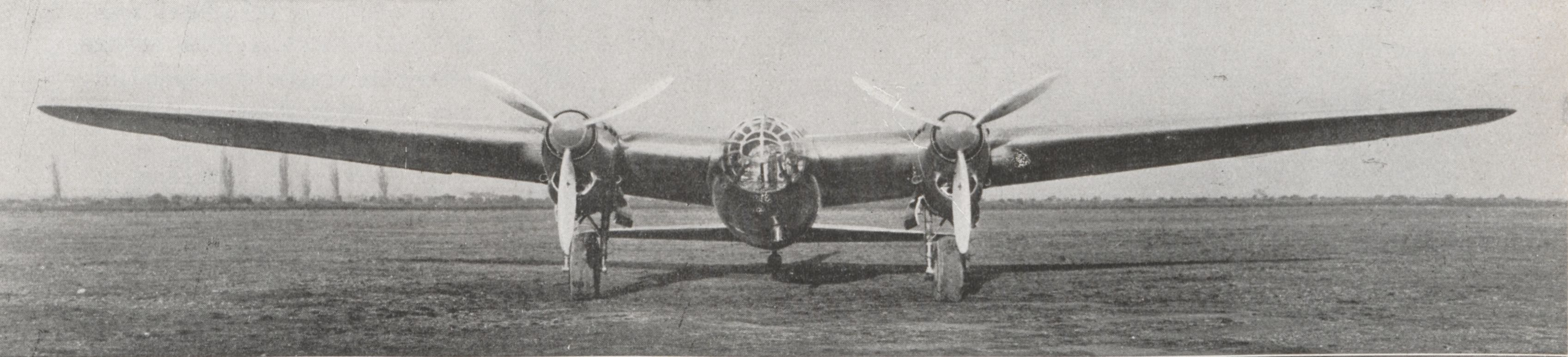
L'Amiot 350 avec les moteurs Hispano-Suiza 12Y 28/29 en 1938.

- Amiot 350 : Projet de bombardier quadriplace équipé de moteurs Hispano-Suiza 12Y 28/29, groupes à 12 cylindres en V de 920 ch à refroidissement liquide. Or la production de ce moteur était très inférieure à la demande et ce modèle fut abandonné début 1939 sans qu’aucun exemplaire ait été construit[Information douteuse].

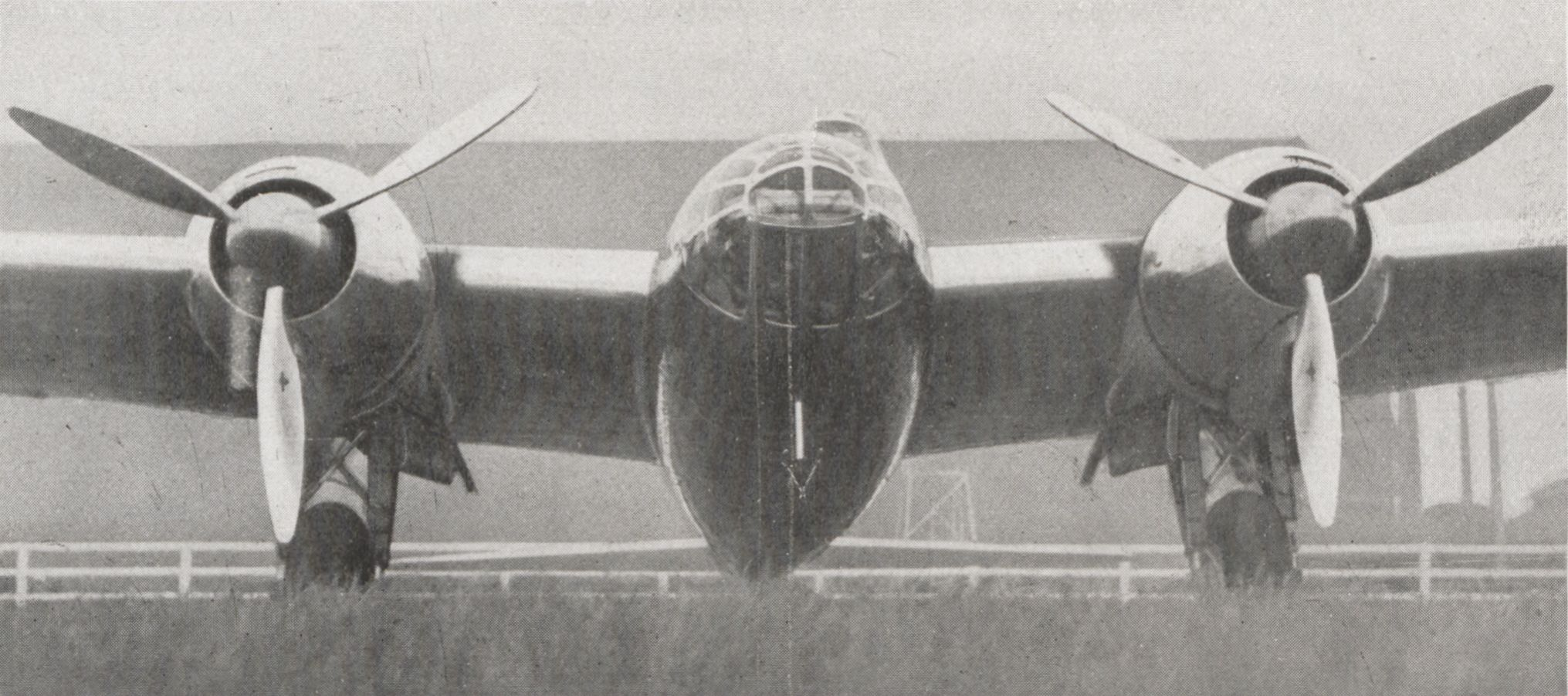
L'Amiot 351 avec les moteurs Gnome-Rhône 14N en 1938.

- Amiot 351 : Le prototype Amiot 340 débuta ses essais le 21 janvier 1939[Information douteuse] après avoir reçu de nouveaux moteurs Gnome et Rhône 14N20/21 de 1 020 ch sous des capots-moteurs redessinés réduisant la trainée, et un empennage bi-dérive, les stabilisateurs étant affectés d’un dièdre assez important. Un poste était également aménagé en arrière de la soute ventrale pour un mitrailleur arrière, mais aucun armement n’était installé. Devenu Amiot 351 no 01, il fut accidenté le 4 juillet et ne reprit l’air qu’après le début de la guerre, versé au GR I/33 pour évaluation comme appareil de reconnaissance par rapport au Potez 637.

Pour accélérer la mise en service du bombardier tant attendu par l’Armée de l'Air, le bureau d’études de Jean Calvy n’attendit pas les premiers essais de l’Amiot 351 pour redessiner la cellule, cherchant à en simplifier la construction, mais aussi à faciliter l’emploi d’autres moteurs. Il devait en résulter toute une série de variantes, mono ou bi-dérives, qui ne furent pas toutes construites, mais comportaient toutes certaines modifications par rapport au prototype Amiot 351 no 01. L’envergure était réduite de 17 cm, entrainant une réduction de surface de 0,5 m2, le fuselage allongé de 50 cm, mais surtout le poste d’équipage était entièrement redessiné, le pilote, le radio et le mitrailleur arrière prenant place sous la même verrière, allongée et située désormais dans l’axe du fuselage. Pour faciliter la construction par différentes usines le fuselage était réalisé en trois sections (avant, centrale et arrière) et 2 800 litres de carburant étaient répartis entre les six réservoirs occupant la totalité de l’aile. L’armement devait comprendre une mitrailleuse MAC 1934 de 7,5 mm dans la pointe avant (500 coups) pour le bombardier-navigateur, une arme identique en position ventrale (800 coups) pour le radio, et un canon Hispano-Suiza HS-404 de 20 mm (120 coups) en tourelle dorsale.
Équipé d’un empennage bi-dérive dont les surfaces verticales étaient agrandies, le premier Amiot 351 de série prit l’air le 3 novembre 1939 avec des moteurs Gnome et Rhône 14N-48/49 de 1 080 ch.
- Amiot 352 : Projet d’une version bi-dérive équipée de 2 moteurs Hispano-Suiza 12Y 50/51 devant développer 1 100 ch à 3 300 m.
- Amiot 353 : Projet d’une version bi-dérive à moteurs Rolls-Royce Merlin III développant 1 030 ch à 5 000 m, 1 prototype construit.

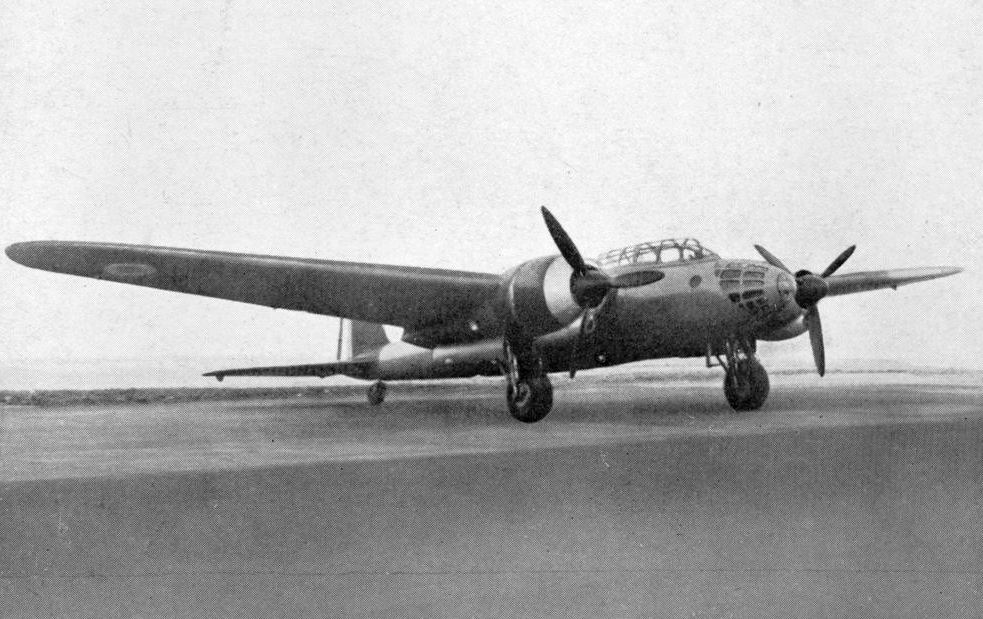
Amiot 354

- Amiot 354 : Rigoureusement identique à l’Amiot 351, à l’exception de l’empennage monodérive similaire à celui monté sur l’Amiot 340, et des moteurs Gnome et Rhône 14N 48/49. Le prototype a effectué son premier vol en novembre 1939, quelques semaines après le prototype Amiot 351.
- Amiot 355 : L’Amiot 351 no 12 fut prélevé sur chaine pour recevoir deux moteurs Gnome et Rhône 14R 02/03  - évolution du Gnome et Rhône 14N, le 14R alors lancé en présérie conservait les dimensions de son prédécesseur mais intégrait divers perfectionnements, dont un compresseur à deux vitesses, un ailettage renforcé et un vilebrequin à palier central. L’appareil était sur le point de commencer ses essais en vol au Bourget en juin 1940. Devant l’avance rapide des troupes allemandes, il fut hâtivement transféré en vol le 10 juin 1940 par Maryse Hilsz à Landes de Bussac (sans les capots moteurs) au cours de son premier vol, puis transféré à Clermont-Ferrand pour y être achevé en 1941 à l'AIA d'Aulnat (bureau d'études Amiot réfugié à Vichy). C'est cet appareil (550 km/h) qui fut mis à disposition du Maréchal Pétain sur le terrain de Vichy avec un chef pilote et un chef mécanicien d'Air France entre le 8 et le 11 novembre 1942, prêt à décoller pour l'Afrique du Nord.
- Amiot 356 : Un prototype construit avec deux moteurs Rolls-Royce Merlin X de 1 130 ch, premier vol le 18 mars 1940 à Villacoublay, pour être évacué sur Toulouse. Il servira d’avion postal entre Métropole et Empire sous l’Occupation.
- Amiot 357 : Occupant Le Bourget le 14 juin 1940, les troupes allemandes découvrirent le prototype de cette machine pressurisée équipée de moteurs Hispano-Suiza 12Z turbocompressés de 1 200 ch.
- Amiot 400 : Le prototype de l'Amiot 400 "stratosphérique" n'eut pas la même "chance" que le 355 et fut abandonné au début du mois de juin 1940 à 10 jours de son premier vol, sabordé sur le terrain d'Évreux où le bureau d'études Amiot avait été préalablement déplacé. Ses moteurs à refroidissement liquide Hispano-Suiza 12Y équipés de compresseurs Planiol-Szydlowski, permettaient le rétablissement de la puissance à 12 000 m, altitude où l'avion aurait dû atteindre 600 km/h.
- Amiot 358 : À la Libération un Amiot 354 utilisé par Air France pour les liaisons postales avec l’Empire fut récupéré à Dakar et remotorisé avec des moteurs américains Pratt & Whitney R-1830. Utilisés temporairement par le GLAM (groupe de liaisons aériennes ministériel), il acheva sa carrière sur rupture du train d’atterrissage.
- Amiot 370 : Avion de record commandé par le ministre Pierre Cot pour la course Istres-Damas-Paris où il ne put s'inscrire, n'étant pas prêt à temps. Mais il battit par la suite 11 records du monde, les 8 février 1938 à 437 km/h sur 2 000 km, 8 juin 1938 à 401 km/h sur 5 000 km, et 15 août 1939, à 301 km/h sur 10 000 km (équipage Rossi-Vigroux et Rossi-Emont, ingénieurs en chef J.Calvy, Girodin, Perpère, Y.Maurice). C'est également sur cet appareil que Gaston Durmon effectue le raid éclair Marseille-Djibouti, les 26 et 27 juillet 1941[1]. Présent à Toulouse à la Libération, il fut démoli sur ordre du ministre de l'air Charles Tillon lors de la nationalisation d'Amiot.

1 000 exemplaires militaires de la famille Amiot 350 furent commandés en 1939.

## Une production difficile
En mai 1938 le ministère de l’Air passa commande de 20 Amiot 350 B4 à livrer avant le 1er avril 1939. Trois semaines plus tard le contrat fut modifié pour ajouter 100 Amiot 341 B4, puis, en raison de problèmes de surchauffe des moteurs Gnome et Rhône 14N, la commande fut transformée en 45 Amiot 350 et 75 Amiot 351. Début 1939 il devint pourtant évident que la production des moteurs Hispano-Suiza ne suivait pas et ce marché fut à nouveau modifié au profit de 60 Amiot 351 et 60 Amiot 353. Un second lot de 165 appareils, soit 30 Amiot 351, 100 Amiot 353 et 35 Amiot 356, fut notifié en janvier 1939 et le 17 juin 1939 le Plan V renforcé entraîna une nouvelle commande pour 211 appareils.
Or les deux premiers Amiot 341 de série, achevés au cours de l’été 1939, comportaient trop de différences par rapport au prototype. Ils durent donc subir des essais complets au CEMA, essais qui entraînèrent certaines modifications. Le premier décembre 1939 les commandes furent à nouveau modifiées, les 880 appareils commandés portant désormais sur 140 Amiot 351, 560 Amiot 352, 100 Amiot 353, 40 Amiot 354 et 40 Amiot 356.
À ces modifications incessantes s'ajoutèrent des grèves perturbant les industries de l’armement, de nombreux retards dans les livraisons d’équipements, des problèmes de fonctionnement des trappes de la soute ventrale et la complexité de la construction de cet avion, produit en sous-ensembles par différentes usines de la SNCAC et assemblé au Bourget. Selon le Plan V l’armée de l'air aurait dû aligner 285 Amiot en première ligne au 1er avril 1940, soit 22 groupes de bombardement. Or le 10 mai 1940 le CRAS n’a pris en compte que quatre Amiot 351 et 38 Amiot 354, tous équipés de trois mitrailleuses de 7,5 mm, le canon HS-404 n’étant installé qu’à partir du no 47.
La production en série du bimoteur posant de nombreux problèmes, Pierre Wertheimer se rendit en janvier 1939 à La Nouvelle-Orléans pour voir s’il était possible d’y installer une usine. En atterrissant sur le sol américain, le président de la SECM-Amiot devait déposer les liasses de dessins dans le coffre du colonel Weiser, attaché militaire français à Washington, mais oublia de le faire. Il se retrouva donc sous le coup du décret-loi du 17 juin 1938 « relatif à la répression de l'espionnage ». Le malentendu fut réglé, mais la production de l’Amiot aux États-Unis ne fut jamais lancée.
Amiot 61 351⁄354 furent officiellement pris en compte par l'armée de l'air jusqu’au 20 juin 1940, mais il semble qu’entre 80 et 85 cellules aient été achevées, plusieurs appareils étant livrés sans satisfaire aux procédures officielles de réception. Il est possible que 73 bimoteurs aient donc été livrés (17 Amiot 351 et 45 Amiot 354).

## En opérations

### La bataille de France
Le 10 mai 1940 on trouvait en Zone d’opérations aériennes Nord (ZOAN) le GB I/34 à Montdidier avec 3 Amiot 534 et 13 Amiot 143 et à Roye le GB II/34 avec 2 Amiot 354, 11 Amiot 143 et même deux Bloch MB.131, mais seuls 2 des Amiot du GB I/34 sont opérationnels. À la même date les GB I/21 et II/21 étaient à l'entraînement à Avignon avec respectivement 5 et 2 Amiot 354 (et 19 Bloch 210). Ces quatre unités formaient le Groupement de bombardement 9.
La première mission de guerre eut lieu dans la nuit du 12 au 13 mai, un appareil du GB I/34 effectuant une reconnaissance non armée dans la région de Maastricht. Dans la nuit du 16 au 17 mai eut lieu la première reconnaissance armée. Les bimoteurs Amiot sont alors strictement limités aux missions de nuit en raison de leur manque d’armement défensif. Après un passage par Nangis, les GB I/34 et II/34 se replièrent 19 mai sur La Ferté-Gaucher, où ils furent enfin rejoints par les deux autres groupes du Groupement 9. Le 24 mai, deux appareils furent détruits au sol par des He 111. Dans la nuit du 4 au 5 juin les GB I/21 et II/21 bombardèrent des convois allemands près de Péronne et Cambrai. La nuit suivante des concentrations ennemies furent bombardées dans le secteur Péronne-Ham-Saint-Quentin et 12 ponts sur la Somme furent bombardés. Le 8, on compte une trentaine de sorties dans le même secteur, le Groupement 9 étant alors replié à Gien et Pont-sur-Yonne. Dans la nuit du 10 au 11 juin 17 appareils opérèrent dans le secteur de Château-Porcien. Le 12 juin trois appareils du GB I/21 bombardèrent une colonne allemande près de Châlons-sur-Marne. Le II/34, qui disposait toujours d’Amiot 143, effectua sa dernière mission de guerre le 15 juin 1940 sur Château-Thierry, ordre étant donné au Groupement de se replier sur Agen et Bergerac, bien que ce dernier terrain ne disposât d’aucun stock de bombes ou munitions.
Le 17 juin fut donné l’ordre d’évacuation vers l’Afrique du Nord.
Entre 10 et 15 Amiot furent disponibles quotidiennement entre les 10 mai et 17 juin 1940. Ces appareils ont effectué environ 150 missions de guerre, entrainant la perte de 5 avions en vol. 8 autres ont été détruits au sol, dont 6 volontairement pour échapper à capture.

### Repliés en AFN

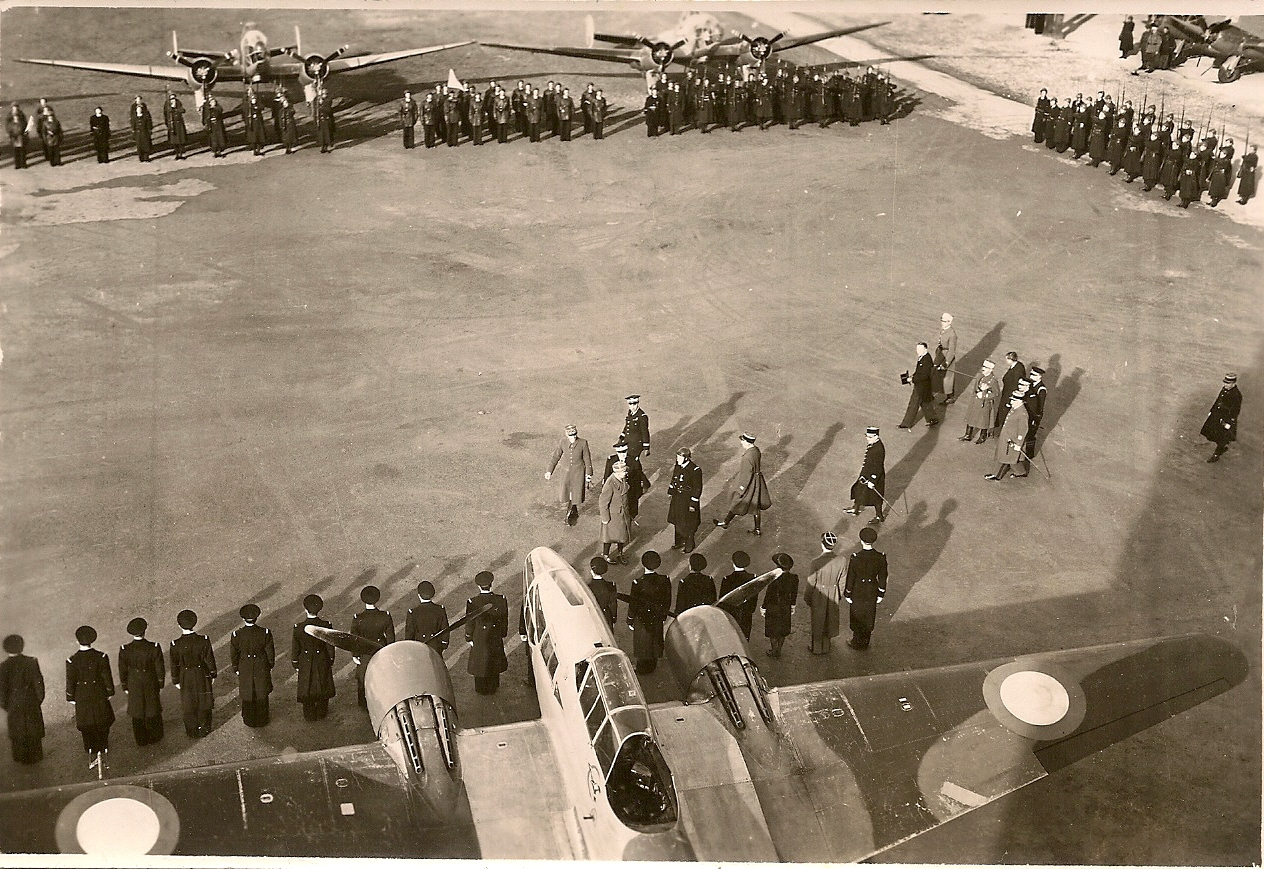
Potez 63-11 inspectés fin 1940 sur la Base aérienne 144 Sétif Ain Arnat par le général Weygand.

Les Amiot 143 et Bloch MB.210 étant abandonnés en Métropole, au profit des derniers avions « hors-unités », parvinrent à gagner Oran les appareils suivants (2 avions perdus durant le transfert) :
- GB I/21, les Amiot 354 nos 5, 15, 18, 24, 26, 35, 36, 17, 19, 23 et les 351 nos 65, 66,75, 76 soit 14 avions, auxquels s’ajouteront l’Amiot 354 no 21, évacué du Bourget vers la Grande-Bretagne juste avant l’arrivée des troupes allemandes et rapatrié à Marmande le 20 juin.
- GB II/21, les Amiot 354 nos 22, 32, 39, 9, 10, 11, 14 et les Amiot 351 nos 57, 59, 62, 63, 71, 72, 73, 77 soit 15 avions.
- GB I/34 les Amiot 354 nos 27, 28, 31 et le 351 no 68 soit 4 avions.
- GB II/34 les Amiot 351 nos 56, 61, 67, 69, 70, 74, 79, 80, 81, 87 soit 10 avions.
- Le prototype Amiot 370.

Moins bien armé et moins solide que le Lioré et Olivier LeO 451, l’Amiot 354 était par contre plus rapide, avec une autonomie plus élevée. Potentiellement moins utile que le Lioré et Olivier, il est donc logique que l’Amiot ait disparu rapidement de l’inventaire de ce qui restait de l’armée de l'air. À peine arrivé à Oran, le Groupement 9, réduit aux GB I/21, II/21 et II/34, fut envoyé à Djerba en vue d’un bombardement sur l’Italie qui ne put être réalisé, l’Armistice étant signé le 22 juin et entrant en vigueur le 25. Le 9 juillet les Amiot firent route pour Meknès, puis retournèrent brièvement en Tunisie mi-août, avant de retourner en France pour y être dissous fin août, le Groupement 9 ayant été dissous dès juillet 1940.

### Avions postaux pour le gouvernement de Vichy
Le gouvernement de Vichy, souhaitant maintenir des liaisons aériennes avec les colonies, en particulier Djibouti et Madagascar, demanda aux autorités d’occupation la possibilité d’utiliser des bimoteurs Amiot, qualifiés d’avions postaux. Le prototype de raid Amiot 370 fut le premier modifié, afin de pouvoir transporter environ 1 500 kg de courrier, médicaments et pièces de rechange. Une partie de la soute était utilisée pour installer des réservoirs supplémentaires. Il effectua une première liaison avec Djibouti, via Athènes, les 22 et 23 juillet 1941, portant les couleurs d’Air France [F-AREU]. 12 missions furent réalisées vers Djibouti avec les prototypes Amiot 370 et Amiot 356 [F-BAGP] jusqu’en novembre 1942. Le prototype Amiot 370 se trouvait encore à Toulouse en 1947, mais ne devait plus voler après 1942. Trois Amiot 351 furent également convertis en 354 dans le même but. Ils furent immatriculés [F-BAGQ/S/T] mais seul le premier fut utilisé. Accidenté à l’atterrissage à Dakar en 1942, il devait y rester jusqu’en 1946. Remis sommairement en état en 1946, il fut alors rapatrié sur Le Bourget et remotorisé avec des Pratt et Whitney R-1830. Devenu Amiot 358 et versé au GLAM, il fut affecté au colonel Cressaty jusqu’à une rupture de train à l’atterrissage qui entraina sa mise à la réforme.

### Autres utilisateurs
- Allemagne : 4 Amiot 354 furent récupérés par la Luftwaffe. En 1942 le 1./KG 200 eu utilisait 2, un autre servant à l’état-major de la Luftflotte 3.